# جایزه بریکترو در ریاضیات
جایزه بریکترو در ریاضیات (انگلیسی: Breakthrough Prize in Mathematics) جایزه‌ای اعلام‌شده در سال ۲۰۱۳ است که بودجه آن توسط یوری میلنر و مارک زاکربرگ تأمین می‌شود و یکی از جوایز سه‌گانهٔ «جایزه بریکترو» محسوب می‌شود که هر ساله اهداء می‌شود.
- این جایزه در سال ۲۰۲۰  به الکس اسکین و مریم میرزاخانی اعطا شد.[۲]